# 佐藤友花
佐藤友花（日语：／ Satō Tomoka，2001年8月22日—），日本女子花样游泳运动员，2022年世界游泳锦标赛混合双人技术自选、混合双人自由自选和团体技术自选银牌得主、团体自由自选铜牌得主、2023年世界游泳锦标赛混合双人技术自选金牌得主和团体技巧自选铜牌得主。